# Прочерть
Про́черть — заповідне урочище місцевого значення в Україні. Об'єкт розташований на території Яремчанської міської громади Івано-Франківської області. 
Площа 36 га. Статус отриманий у 1980 році. Перебуває у віданні ДП «Делятинський лісгосп» (Горганське л-во, кв. 17, вид. 1).